# Carlini (kráter)
Carlini je impaktní kráter nacházející se v severozápadní části měsíčního moře Mare Imbrium (Moře dešťů) na přivrácené straně Měsíce. Má průměr 11,4 km. Okrajový val je kruhového tvaru. Vzhledem ke své velikosti postrádá Carlini centrální vrcholek.
Carlini leží v oblasti chudé na větší krátery, jediným významnějším kráterem v okolí je McDonald nacházející se jihovýchodně (ten nesl dříve označení Carlini B). Jižně leží ještě několik drobných kráterů a za nimi se táhne mořský hřbet Dorsum Zirkel.

## Název
Pojmenován je podle italského astronoma Francesca Carliniho, který přispěl výzkumem v nebeské mechanice.

## Satelitní krátery
V okolí kráteru se nachází několik dalších kráterů. Ty byly označeny podle zavedených zvyklostí jménem hlavního kráteru a velkým písmenem abecedy.
| Carlini | Sel. šířka | Sel. délka | Průměr |
| ------- | ---------- | ---------- | ------ |
| A       | 35.4° S    | 26.6° Z    | 7 km   |
| C       | 35.0° S    | 22.9° Z    | 4 km   |
| D       | 33.0° S    | 16.0° Z    | 9 km   |
| E       | 31.6° S    | 20.5° Z    | 1 km   |
| G       | 32.6° S    | 25.0° Z    | 4 km   |
| H       | 32.4° S    | 24.4° Z    | 4 km   |
| K       | 31.1° S    | 23.7° Z    | 4 km   |
| L       | 31.3° S    | 24.8° Z    | 3 km   |
| S       | 37.9° S    | 27.2° Z    | 4 km   |